# Kazimierz Groniowski
Kazimierz Groniowski (ur. 1905, zm. 1943?) – polski artysta fotograf, publicysta. Członek Polskiego Towarzystwa Fotograficznego. Członek Fotoklubu Warszawskiego. Prekursor fotografii małoobrazkowej i fotografii barwnej.

## Życiorys
Kazimierz Groniowski związany z warszawskim środowiskiem fotograficznym – szczególną aktywnością na niwie fotografii wykazał się w latach 1932–1939. Fotografował od 1912 roku. Miejsce szczególne w jego twórczości zajmowała fotografia aktu, fotografia krajoznawcza, fotografia portretowa oraz fotografia społeczna. Aktywnie uczestniczył w krajowych i międzynarodowych wystawach fotograficznych (m.in. w IX Międzynarodowym Salonie Fotografiki w Warszawie). W 1931 roku został członkiem Polskiego Towarzystwa Fotograficznego. Był admiratorem fotografii małoobrazkowej oraz fotografii barwnej – aktywnie uczestniczył w pracach Sekcji Małoobrazkowej PTF. W latach 1938–1939 uczestniczył w pracach Fotoklubu Warszawskiego. 
Kazimierz Groniowski był autorem wielu projektów fotograficznych, nazwanych pierwszymi literami imienia i nazwiska twórcy – m.in.  kagrolak (środek do uzyskanie przeźroczystości papieru), kagrochrom (papierowa fotografia kolorowa), kagrotypia (metoda tonorozdzielcza). Do pracy nad kagrotypią skonstruował specjalny siedmiolampowy powiększalnik fotograficzny. 
Kazimierz Groniowski publikował wiele artykułów w specjalistycznej prasie fotograficznej – w miesięcznikach Fotograf Polski oraz Leica w Polsce – opisując m.in. szczegóły techniczne swoich projektów fotograficznych.